# Anisoplia brenskei
Anisoplia brenskei är en skalbaggsart som beskrevs av Edmund Reitter 1889. Anisoplia brenskei ingår i släktet Anisoplia och familjen Rutelidae. Inga underarter finns listade i Catalogue of Life.